# مایلام (تگزاس)
مایلام (به انگلیسی: Milam) یک منطقهٔ مسکونی در ایالات متحده آمریکا است که در شهرستان سبین، تگزاس واقع شده‌است. مایلام ۸۶٫۵ کیلومتر مربع مساحت و ۱٬۴۸۰ نفر جمعیت دارد و ۹۵ متر بالاتر از سطح دریا واقع شده‌است.